# Esther Ibanga
Esther Ibanga, née le 31 mars 1961, est une pasteure nigériane chrétienne évangélique  charismatique et fondatrice de l'organisation Women Without Walls Initiative (Wowwi). Elle a remporté le 32e prix Niwano de la paix pour la promotion de la paix entre les gens de différents groupes ethniques et les religions à Jos, dans le centre du Nigeria.

## Biographie
Esther Ibanga est née le 31 mars 1961. Elle est la septième enfant d'une fratrie de dix enfants, dont huit filles. Elle est de Kagbu, dans l'État de Nassarawa au Nigeria. Son père est un policier. Sa mère est une femme au foyer.
Elle commence ses études à l'école primaire Saint-Paul de Kasuwan Kaji dans Jos Nord et l'État du Plateau , de 1968 à 1973. Elle mène ses études secondaires au collège Saint-Louis de Jos à partir de 1973. En 1978, elle poursuit à la School of Basic Studies, à Zaria, dans l'État de Kaduna. Elle a étudié en Administration des affaires à l'université Ahmadu-Bello de Zaria, de l'État de Kaduna et a obtenu un Bachelor of Arts en 1983. En 2001, elle reprend des études pour un MBA à l'université de Jos.
Son parcours professionnel commence au Nation Plan Consortium où elle effectue une année de Service National de la Jeunesse en tant que jeune diplômée. Elle obtient ensuite un emploi dans un centre métallurgique de Jos où elle travaille en marketing. Puis elle est salariée de la Banque centrale du Nigeria jusqu'en 1995. 

### Ministère
En 1995, elle devient pasteure et fonde l'église chrétienne évangélique Jos Christian Missions International.  En 2010, elle fonde l'organisation Women Without Walls Initiative (WOWWI), dans le but de  mettre un terme aux violences et de lutter contre les assassinats de femmes et d’enfants dans cette région nigériane, lieu de friction, depuis quelques décennies, entre populations musulmanes et chrétiennes. Les tensions s'appuient aussi sur des populations déplacées, et nécessiteuses et sur des conflits fonciers. L'organisation se rapproche d'organisations musulmanes, rassemble des femmes des deux communautés et concentre  ses actions dans plusieurs domaines : la sensibilisation, la fourniture de secours aux nécessiteux, la formation des femmes aux initiatives de consolidation de la paix, le dialogue et la médiation entre les parties belligérantes, et les projets de développement dans des communautés les  moins favorisées,. 
En 2014, à la suite de l'enlèvement des lycéennes de Chibok, le WOWWI s'associe à la « Bring Back our Girls campaign ». Les femmes des deux religions sont mobilisées pour faire pression sur le gouvernement nigérian afin d'accélérer la recherche et d'obtenir la libération des filles de Chibok.  Elle participe à des conférences, des séminaires et des ateliers à travers le monde pour plaider en faveur de la libération de ces jeunes filles.
En 2015, elle se voit décerner le 32e prix Niwano de la paix.